# Vicealmirante E. O'Connor
Vicealmirante Eduardo O'Connor es un paraje del departamento de Adolfo Alsina, en la provincia de  Río Negro, Argentina. El origen de esta localidad está dado por la estación de ferrocarril del mismo nombre. Está ubicada en la posición geográfica 40°47′34″S 63°52′13″O / -40.79278, -63.87028.

## Toponimia
El nombre de esta localidad tiene su origen en el nombre del Vicealmirante Eduardo O'Connor, quien fue un marino argentino que llegó al grado de Almirante. Además participó en la campaña del Desierto durante el año 1879 y desempeñó importantes puestos en la administración de la armada argentina por casi 50 años